# 안경날여우박쥐

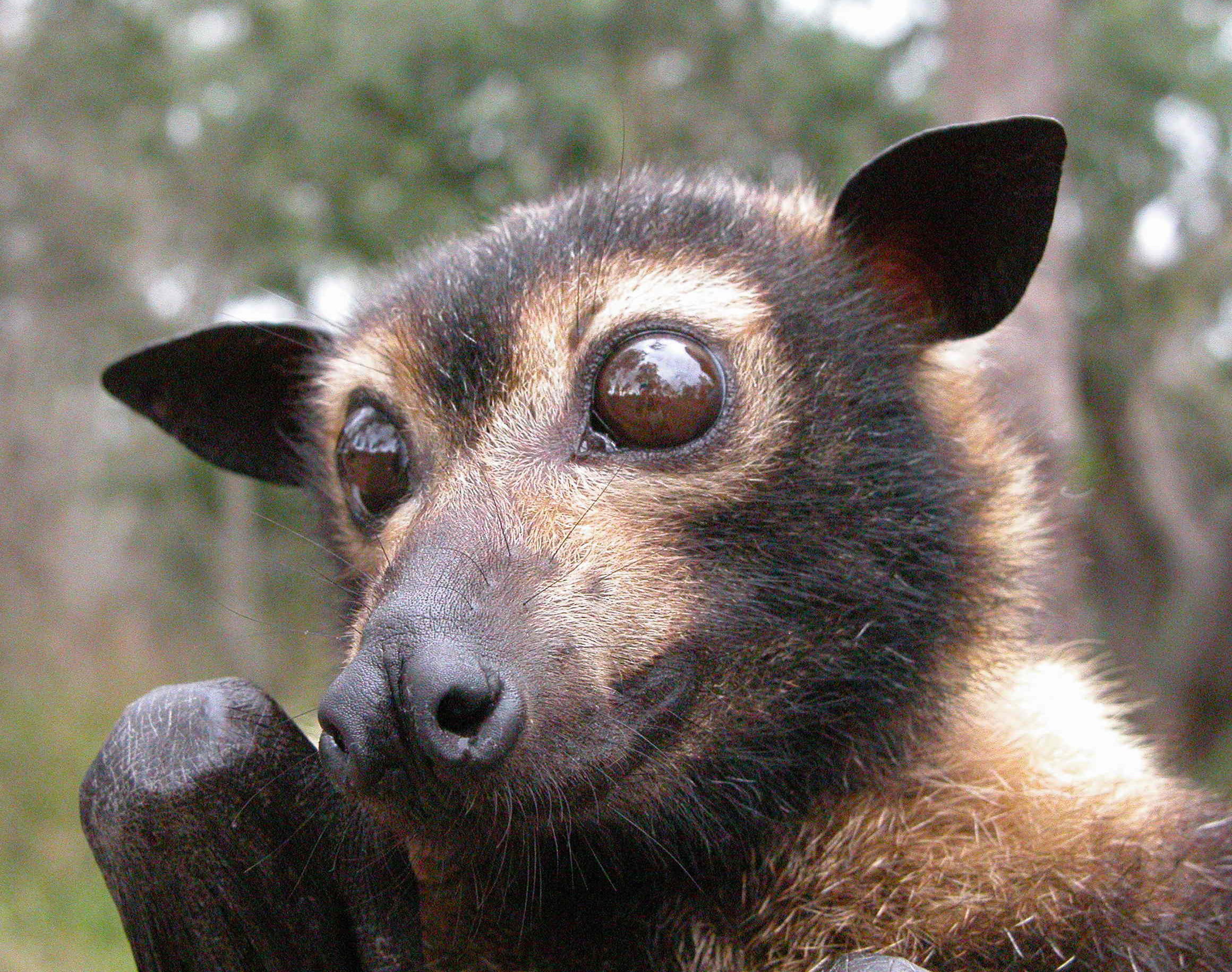
안경날여우박쥐

안경날여우박쥐(Pteropus conspicillatus)는 큰박쥐과에 속하는 박쥐의 일종이다. 오스트레일리아 퀸즐랜드주 북동부 지역에서 서식한다. 뉴기니와 우들라크섬, 알세스터섬, 키리위나, 할마헤라섬을 포함한 연안 섬에서도 발견된다. 1991년 오스트레일리아 환경보호 및 생물다양서 보존 조례에 멸종위험종으로 등재되었다. 주요 먹이 서식지와 격리된 서식지가 줄어들어서 개체수가 현저하게 감소 추세를 보이기 때문에 취약종으로 간주되었다. 안경날여우박쥐는 마실 물의 표면을 훑어보며, 악어에게 먹히기도 하는 것으로 보고 되기도 한다. 2008년 국제 자연 보전 연맹(IUCN)이 "관심대상종"으로 분류했다.

## 특징
머리부터 몸까지 몸길이는 22~25cm이고, 전완장은 16~18cm, 몸무게는 400~100g이다. 대형 안경날여우박쥐는 눈 주위의 털 색이 연한 노랑 또는 짚색을 띤다. 외투는 연한 노랑을 띠며, 등 쪽과 목 그리고 어깨로 이어진다. 일부는 얼굴과 머리 윗쪽에 연한 노랑 털을 갖고 있다.

## 사진

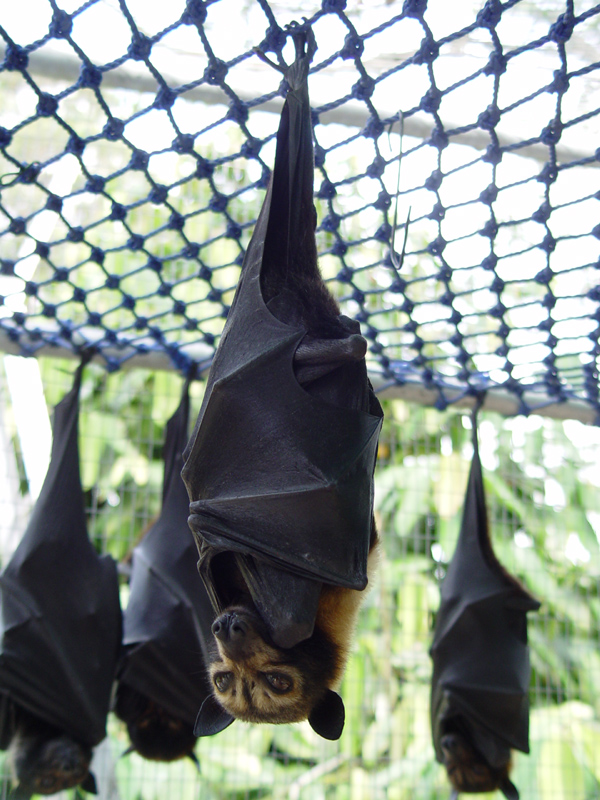
안경날여우박쥐
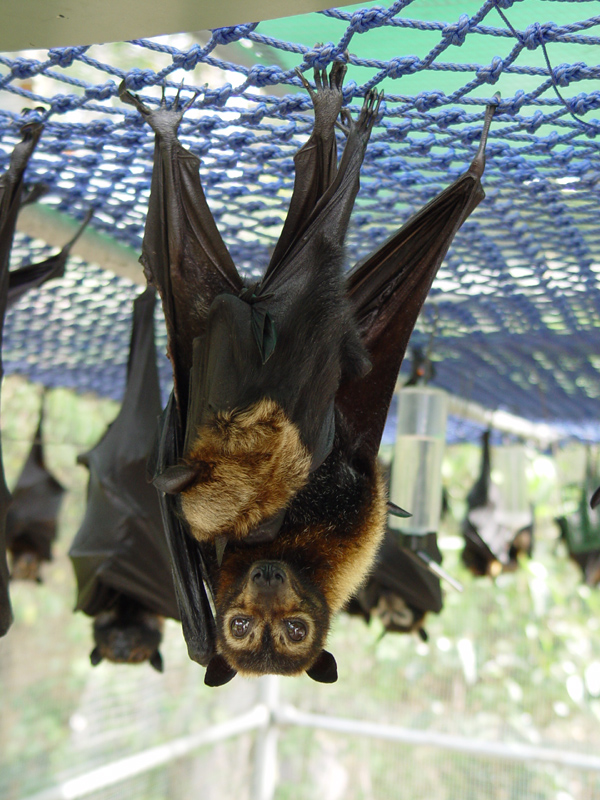
새끼를 가진 어미 안경날여우박쥐
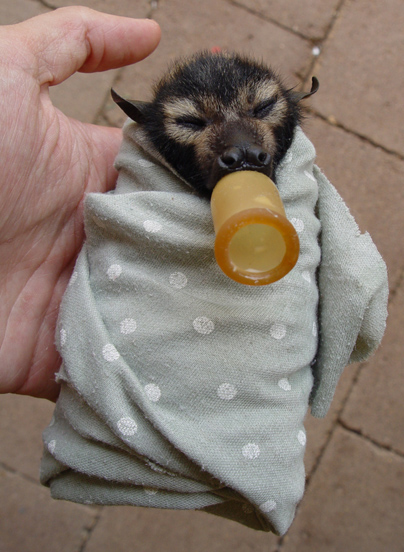
톨가 박쥐 병원의 안경날여우박쥐 새끼